# Монтебелло-суль-Сангро
Монтебелло-суль-Сангро (итал. Montebello sul Sangro) — коммуна в Италии, располагается в регионе Абруццо, в провинции Кьети.
Население составляет 115 человек (2008 г.), плотность населения составляет 23 чел./км². Занимает площадь 5 км². Почтовый индекс — 66040. Телефонный код — 0872.
Покровителем коммуны почитается святой Кириак Римский, празднование 8 августа.

## Демография
Динамика населения:

## Администрация коммуны
- Официальный сайт: